# Tuqueu
Tuqueu (Tukeu) ist eine osttimoresische Aldeia im Suco Maumeta (Verwaltungsamt Remexio, Gemeinde Aileu). 2015 lebten in der Aldeia 402 Menschen.

## Geographie und Einrichtungen
Die Aldeia Tuqueu bildet den Mittelteil des Sucos Maumeta. Westlich liegt die Aldeia Aitoi und östlich die Aldeia Aibana. Im Norden grenzt Tuqueu an den Suco Fahisoi und im Süden an das Verwaltungsamt Lequidoe mit seinem gleichnamigen Suco Fahisoi.  Die Südgrenze bildet der Fluss Tatamailiu, einem Teil der Nordgrenze folgt der Ai Mera. Die Flüsse gehören zum System des Nördlichen Laclós.
Das Zentrum von Tuqueu durchquert eine Straße, um die sich die Häuser des Ortes Tuqueu (Maumeta) verteilen. Weitere Gebäude im Süden sind über Pisten mit der Straße verbunden. Im Dorf befinden sich der Sitz des Sucos Maumeta, eine Grundschule, eine Kirche und ein Hospital.